# Anna Cardús Flaqué
Anna Cardús Flaqué (Barcelona, Cataluña, España, 19 de julio de 1970) es una exárbitro de baloncesto española de la liga ACB. Pertenece al Comité de Árbitros de Cataluña. Fue la segunda mujer árbitro de la Liga ACB, después que lo hiciera Pilar Landeira Guerrero.

## Trayectoria
Empezó a arbitrar en la Escuela Catalana de Árbitro de Baloncesto en 1986. Llegó a la Liga ACB en 2002, y desde el año 2003 dirige partidos internacionales en la Euroliga femenina o la  Copa ULEB. Ha participado en Campeonatos Mundiales sub-19 y sub-20, ambos femeninos.
Al término de la temporada 2016-17, decidió no renovar el contrato con la ACB, poniendo fin a su carrera en la élite del baloncesto. Es la mujer que ha dirigido más temporadas en la élite, con un total de 15.

## Temporadas
| Categoría        | País   | Año         |
| ---------------- | ------ | ----------- |
| Categorías bases | España | 1986 - 1993 |
| Primera división | España | 1993 - 1995 |
| Segunda división | España | 1995 - 1998 |
| Liga EBA         | España | 1998 - 2000 |
| Liga LEB         | España | 2000 - 2002 |
| Liga ACB         | España | 2002 - 2017 |